# Myofibrille

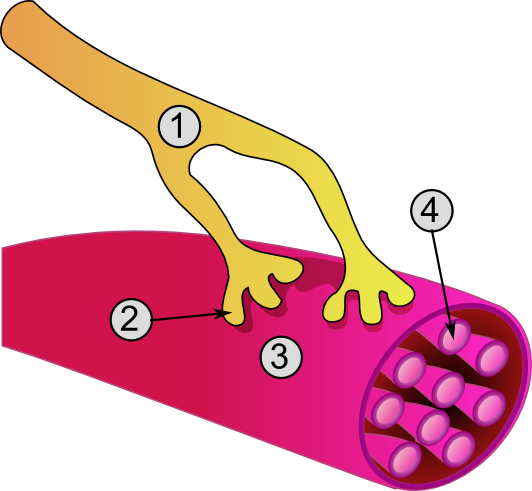
1. Axone
2. Jonction neuromusculaire
3. Fibre musculaire
4. Myofibrille

La myofibrille est une chaîne linéaire composée de sarcomères, les unités contractiles du muscle.
Elle a une structure cylindrique contractile formée de filaments, ou sarcomères, qui garnissent les fibres musculaires.
Elle est reliée à la membrane plasmique par les filaments intermédiaires qui permettent également à la cellule musculaire de se contracter et se décontracter sans se rompre. Ceux-ci permettent donc à la cellule d'avoir une certaine élasticité.